# ستيف ديكون
ستيف ديكون (بالإنجليزية: Steve Deacon)‏ هو لاعب دوري الرغبي أسترالي، ولد في 23 نوفمبر 1967 في سيدني في أستراليا.